# Музыкальное училище имени Гнесиных
Музыка́льное учи́лище и́мени Гне́синых (в 2003—2016 годах — колледж) — музыкальное учебное заведение в Москве, готовящее по программам среднего профессионального образования. Основано в 1895 году. Входит в состав РАМ им. Гнесиных (с 2011 года). В училище ведётся подготовка по инструментальному исполнительству, хоровому дирижированию, сольному и хоровому народному пению, вокальному искусству, по теории музыки.

## Хронология названий
- 1895 — Музыкальное училище Е. и М. Гнесиных
- 1919 — Вторая московская государственная музыкальная школа
- 1920 — Третий показательный государственный музыкальный техникум
- 1925 — Третий показательный государственный музыкальный техникум имени Гнесиных
- 1936 — Государственное музыкальное училище имени Гнесиных (ГМУ им. Гнесиных)
- 2003 — Государственный музыкальный колледж имени Гнесиных (ГМК им. Гнесиных)
- 2011 — Колледж имени Гнесиных Российской академии музыки имени Гнесиных
- 2016 — Музыкальное училище имени Гнесиных Российской академии музыки имени Гнесиных (или сокращённо — Музыкальное училище имени Гнесиных)[3]

## История

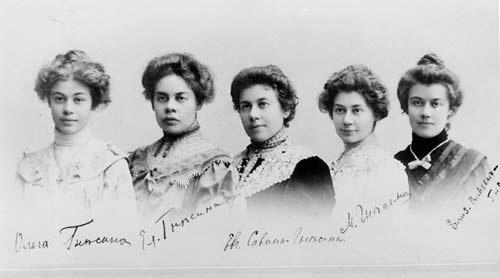
Сёстры Гнесины. Слева направо: Ольга, Елена, Евгения, Мария, Елизавета, 1905 год

### Основание
Музыкальное училище имени Гнесиных было основано пианистками, выпускницами Московской консерватории Евгенией, Еленой и Марией Гнесиными в доме по Гагаринскому переулку. Идея основать училище зародилась в 1890-х годах у Евгении Гнесиной. Её решение поддержал пианист Василий Сафонов и прислал первых учеников. Датой основания училища считается 2 (14) февраля 1895 года (Сретение), когда была зачислена первая ученица. Однако сами Гнесины отмечали дату 15 февраля, видимо, подчеркивая то, что это произошло (в XIX веке) на Сретение.
Учреждение предназначалось для детей и взрослых, некоторые из них занимались бесплатно. Первые годы работы училища сёстры Гнесины были единственными педагогами. Первоначально было четыре факультета: фортепианный, оркестровый, вокальный и историко-теоретико-композиторский, а в их составе работало восемь кафедр. С ростом числа учеников в 1900 году училище переехало в дом № 5 на Собачьей площадке, тогда же появились новые преподаватели. Композитор Рейнгольд Глиэр был приглашён вести классы гармонии и энциклопедии. В 1901-м к сёстрам присоединилась Елизавета Гнесина, был учреждён класс скрипки. В том же году выпустились первые ученики, среди которых была младшая сестра Гнесиных — Ольга. Она также стала преподавателем в училище.
В 1903 году Евгенией Гнесиной был организован детский хор, состоящий из учеников разных специальностей — скрипачей, пианистов, виолончелистов. Произведения для его репертуара писали сотрудники училища. К 1905-му училище закончили 16 человек, а число учащихся увеличилось до 141. В это же время начались первые отчётные концерты в зале Синодального училища, затем — в Малом зале Московской консерватории. Отчётные концерты посещали музыканты Сергей Рахманинов, Александр Скрябин, Николай Кашкин, Семён Кругликов и другие.
В 1910 году появился класс фортепианного ансамбля, которыми руководили Рейнгольд Глиэр, Георгий Конюс, Александр Гречанинов, Евгений Богословский стал преподавать историю музыки.

### После революции

Памятная доска Михаилу Гнесину в Ростове, 2017 год

После Великой Октябрьской революции в 1919 году училище было национализировано и переименовано во Вторую московскую государственную музыкальную школу, а обучение для всех стало бесплатным. Благодаря поддержке Анатолия Луначарского личное имущество и дом Гнесиных реквизированы не были.
После национализации в училище был открыт отдел вокала, в котором преподавали солисты Большого театра — В. Садовников и Мария Цыбушенко. Росло число учеников и в других классах, были приглашены новые педагоги: Мария Михайловна Волькенштейн, Андрей Иванович Головин, Н. Дулова, М. Корнилова, Н. Малютина, А. Урисон и Е. Хрущелёва. В 1920-м, к 25-летию со дня основания училища, ему было присвоено звание Государственной показательной музыкальной школы. В конце того же года произошла реорганизация учебного заведения: младшее отделение стало детской школой, старшее — выделилось в Третий показательный государственный музыкальный техникум.
Следующими в техникуме учредили классы камерного вокального ансамбля и камерного пения под руководством Екатерины Фёдоровны Цертеловой, а также добавились занятия по художественной речи и актёрскому мастерству. В 1923-м был создан композиторский отдел по инициативе композитора Михаила Гнесина, брата основательниц. Также в эти годы появились первые студенческие организации: профком, исполбюро и комсомольская ячейка.
К 30-летию техникума ему было присвоено имя Гнесиных, а Евгения и Елена получили звание Заслуженных артисток Республики.
В 1929 году Российская ассоциация пролетарских музыкантов (РАПМ) критиковала училище за чрезмерный академизм обучения. Елену Гнесину отстранили от должности директора, а её место занял Крыжановский (имя в источниках не указано). Однако Елена Гнесина вернулась на пост директора уже в 1932 году с выходом постановления о ликвидации РАПМ. В тот же год училище переехало в более просторное помещение в доме № 7 на Собачьей площадке, где ранее находился Бытовой музей сороковых годов XIX века. После переезда был создан оперный класс под руководством певца и режиссёра Большого театра Владимира Нардова. В 1933 году в техникуме было организовано отделение музыкального радиовещания. На отделении преподавали А. Гуменник, Михаил Пекелис, Илья Залемивич Дукор, Е. Бегах, А. Эгерт.
В 1936 году техникум был переименован в Государственное музыкальное училище имени Гнесиных.

### Военное время
В сентябре 1941 года, несмотря на сокращения числа учеников и педагогического состава, училище продолжало свою работу, хотя Ольга, Михаил, Елена и Елизавета Гнесины, а также преподаватели Ю. Муромцев и Ю. Венков находились в эвакуации. По распоряжению Комитета по делам искусств занятия во второй половине октября были прекращены, но уже в ноябре уроки возобновили.
С осени 1942 года в Москву начали возвращаться педагоги и ученики. Среди выпускников того времени был композитор Борис Чайковский. За время войны училищем было организовано более тысячи концертов в столице и городах России. Гнесинцы выступали в госпиталях, прифронтовой полосе и помогали в пошиве одежды для солдат.
В марте 1944 года на базе училища был создан Государственный музыкально-педагогический институт имени Гнесиных (ныне — Российская академия музыки имени Гнесиных).

### Послевоенные годы

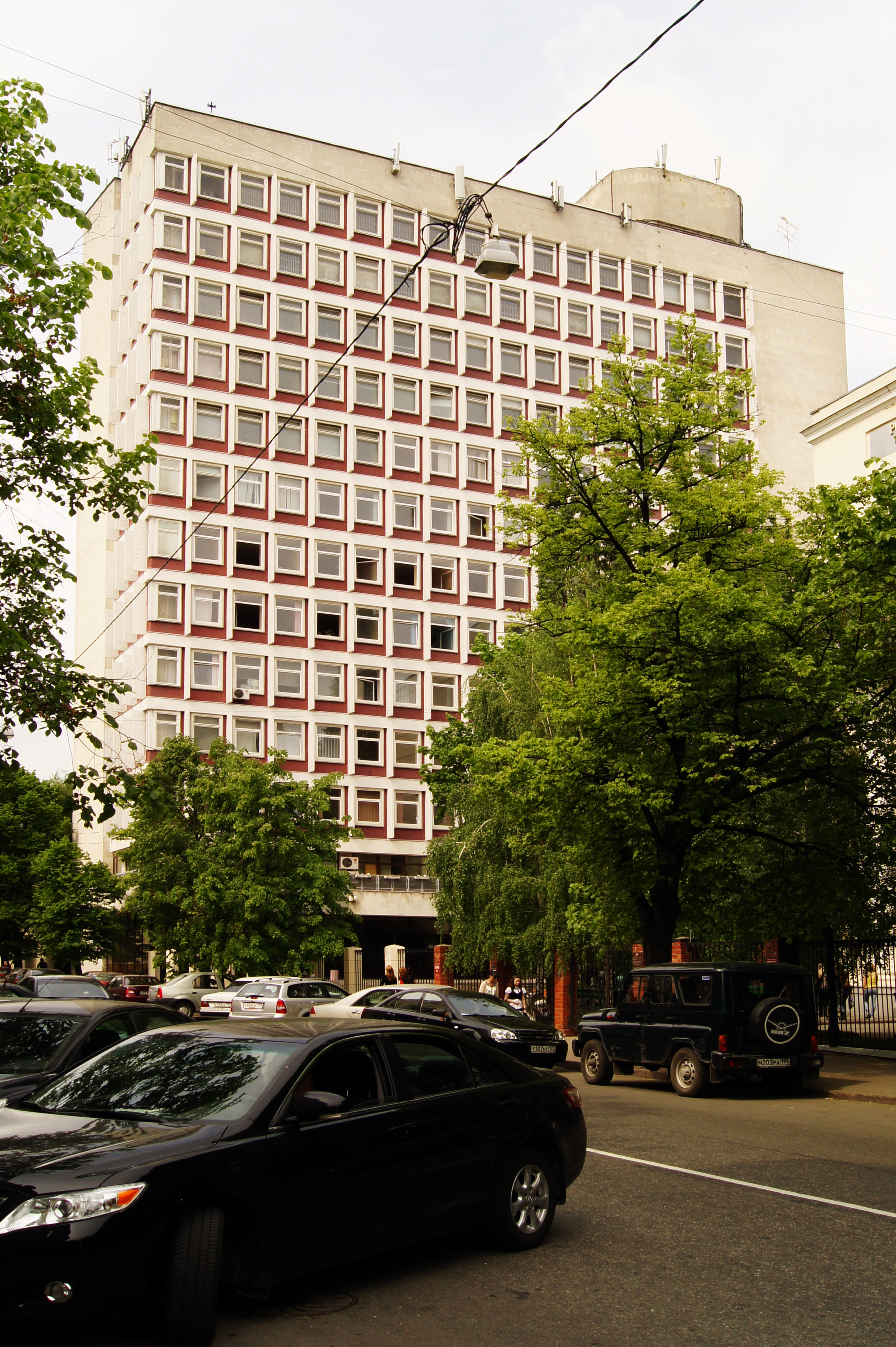
Здание училища в 2010 году

Популярность училища росла, появилась необходимость в новом здании. Его строительство начали в 1937 году, но из-за войны завершили только в 1947-м. В 1950 году учебный корпус был расширен, а в 1958-м построен концертный зал, вмещающий 500 человек.
В 1957 году на базе училища открылось заочное отделение, которое возглавила Валентина Аркадьевна Богдановская. В первый год обучения было принято 30 человек. В 1965-м училище отметило 70-летие и было награждено Почётной грамотой Президиума Верховного Совета РСФСР.
В 1973 году был открыт эстрадный отдел, действующий до 1994-го. Руководили отделом музыканты Юрий Саульский, Георгий Гаранян, Игорь Бриль, Владимир Константинович Бранд, Н. Л. Батхин.
Через год был построен 13-этажный учебный корпус на Поварской улице по проекту архитекторов Виктора Егерева, А. А. Шайхета, З. Ф. Абрамовой. В здании находятся концертный и спортивный залы, студия звукозаписи и библиотека.

## Современность
В марте 1996 года был организован первый Всероссийский юношеский конкурс пианистов, посвящённый 100-летию со дня основания училища, а через два года состоялся конкурс скрипачей. В 2000-м два конкурса объединили, на следующий год он получил международный статус.
В 1999 году был реконструирован концертный зал училища, вмещающий 320 человек. В настоящее время в нём проходят музыкальные конкурсы и концерты Московской государственной академической филармонии. 25 января 2002 года был открыт новый камерный зал на 100 мест, в котором установлены два рояля «Kawai». В зале проводятся академические вечера и концерты вокальной и инструментальной камерной музыки, лекции, зачёты и экзамены, мастер-классы и публичные мероприятия.
В 2011 году учебное заведение вошло в состав Академии как структурное подразделение среднего профессионального образования (СПО).
В 2003—2016 годах училище официально именовалось «колледжем».

## Руководители училища
- Елена Фабиановна Гнесина (1895—1929)
- Крыжановский (1929—1931)
- Борис Давыдович Владимирский (1931—1932)
- Елена Фабиановна Гнесина (1932—1949)
- Лидия Ивановна Рябкова (1949—1961)
- Юрий Константинович Чернов (1961—1975)
- В. Я. Волков (1975—1977)
- Геннадий Николаевич Левин (1977—1982)
- Евгений Георгиевич Мухин (1982—1987)
- Анатолий Иванович Баев (1987—1990)
- М. Д. Ворожеев (1990—1994)
- Олег Юрьевич Щербаков (1994—1996)
- Татьяна Геннадьевна Петрова (1996—2011)
- Оксана Евгеньевна Мишина (2011—2014)
- Татьяна Дмитриевна Барер (2014—2019[25])
- Валерий Александрович Гроховский (с 2019)

## Творческие коллективы

### Оркестры
В Симфоническом оркестре, которым руководит заслуженный артист России Виктор Васильевич Луценко, играют студенты 3-4 курсов училища. В репертуар оркестра входят «Stabat Mater» Джованни Перголези, увертюра «1812 год» Петра Чайковского, опера «Волшебная флейта» и Реквием Вольфганга Моцарта, опера «Любовный напиток» Гаэтано Доницетти и «Болеро» Мориса Равеля. В 2004 и 2005 годах оркестр участвовал в благотворительной программе «Венский бал в Москве», с 2003 по 2007 год — в абонементных концертах Московской государственной академической филармонии.
В Струнном оркестре выступают студенты младших курсов. С 2009 года им руководит Константин Станиславович Шимарев. Оркестр выступал в концертном зале училища, в Московском международном Доме музыки, в Президентской академии, на абонементном концерте в Московском городском дворце детского и юношеского творчества.
Духовым оркестром руководит Виктор Васильевич Луценко. Коллектив ежегодно выступает на концерте для детей «Знакомство с духовыми инструментами» в Московской государственной академической филармонии.
Русский народный оркестр был создан в 1960 году при отделе народных инструментов. С 2005-го коллективом руководит Владимир Михайлович Шкуровский. Оркестр выступал на международных фестивалях «Москва встречает друзей» и «Созвездие мастеров», а также в Рахманиновском зале Московской консерватории и на других площадках Москвы.
Оркестр баянов и аккордеонов «Гнесин-гармоника» был основан в 1960-м. В разные годы его возглавляли В. Бурылев, А. Гаценко, А. Суханов, Валерий Петрович Гусаков, Сергей Иванович Скворцов, М. Микицкая. С 2008 по 2017 год оркестром руководил Вячеслав Петрович Власов, а с 2017 — Руслан Гирфанович Канеев. В 2019 году оркестр завоевал 1 премию на XII Всероссийском конкурсе Анатолия Шутикова «Народные мелодии» в Казани.

### Хоры
Академический хор отдела хорового дирижирования, организованный в 1951 году П. М. Поповым, является учебной и творческой базой будущих дирижёров-хоровиков. Среди первых руководителей хора были известные музыканты и педагоги А. Б. Хазанов, М. Н. Ивакин, Е. С. Пронин. Заложенные ими традиции и методические принципы в разные годы развили и укрепили их талантливые последователи: В. А. Калинин (1979—2009), Ф. И. Чижевский (2009—2011), А. Р. Кашаев (2011—2013), П. А. Савинков (2013—2018). С 2018 года хором руководит Оксана Юрьевна Глазева. Сегодня в нём выступают студенты 2-4 курсов, а также студенты-юноши 1 курса. Концерты хора регулярно проходят в училище, в Большом зале Московской государственной консерватории имени П. И. Чайковского, Римско-католическом Кафедральном Соборе Непорочного Зачатия Пресвятой Девы Марии г. Москвы, Музее музыки и на других концертных площадках столицы.
Камерный хор был организован на дирижёрско-хоровом отделе в 1986 году Эммой Яковлевной Кабаковой и Валерием Александровичем Калининым. Хор является лауреатом международных фестивалей и конкурсов России, Латвии, Молдовы, Германии, Польши. В 2014 году стал обладателем двух золотых медалей на Всемирных хоровых играх в номинациях «Светские» и «Духовные» хоры. С 2005 года Камерный хор ежегодно принимает участие в церемонии вручения премий международного фонда Единства православных народов в зале Церковных соборов Храма Христа Спасителя. В рамках программы «Православные голоса России» музыканты также гастролируют во Францию, Сербию и Италию. С 2008 года руководителем хора является лауреат международных конкурсов Пётр Алексеевич Савинков.
Академический хор отдела вокального искусства c 1996 года возглавляет Елена Игоревна Колмакова. Хор ежегодно участвует в отчётных концертах вокального отдела и концертах училища и выступает с самостоятельными программами.
Народный хор был основан в 1971 году. Выступает на городских праздниках: Дне Победы, фестивалях «Фольклорная весна» и «Звезда Вифлеема» в Храме Христа Спасителя. С 2006 года хором руководит Юрий Леонтьевич Колесник, выпускник училища и РАМ имени Гнесиных.

## Известные выпускники
Наиболее известными выпускниками училища являются:
- Специальность «Фортепиано»: Оборин, Лев Николаевич, Хренников, Тихон Николаевич, Светланов, Евгений Фёдорович;
- Специальность «Оркестровые струнные инструменты»: Гайдамович, Татьяна Алексеевна, Юров, Юрий Михайлович, Брон, Захар Нухимович;
- Специальность «Вокальное искусство»: Долуханова, Зара Александровна, Варгузова, Светлана Павловна, Билан, Дима Николаевич;
- Специальность «Теория музыки»: Скребков, Сергей Сергеевич, Чайковский, Борис Александрович, Птичкин, Евгений Николаевич;
- Отдел музыкальной комедии: Казарновская, Любовь Юрьевна, Киркоров, Филипп Бедросович, Погосов, Родион.

См. также: Категория:Выпускники Музыкального училища имени Гнесиных

## Награды
- Почётная грамота Президиума Верховного совета РСФСР (1965 год)[36].